# قهرمانی جام جی‌لیگ / جام سودامریکانا
قهرمانی جام جی‌لیگ / جام سودامریکانا یک مسابقه فوتبال بین قاره‌ای سالانه است که در ژاپن برگزار می‌شود و قهرمانان فعلی جام‌های جی‌لیگ و کوپا سودامریکانا در آن به رقابت می‌پردازند.
این مسابقات قبلاً به طور رسمی مسابقات قهرمانی بانک سوروگا بین سال های ۲۰۰۸ تا ۲۰۱۸ نامیده می‌شد زیرا توسط بانک سوروگا حمایت مالی می‌شد. از سال ۲۰۱۹، با استفاده از نام رسمی دو تورنمنت مقدماتی، رسماً جام قهرمانی جام جی‌لیگ / جام سودامریکانا نامیده می‌شود.

## تاریخ
قهرمانی جام جی‌لیگ / جام سودامریکانا در اوایل سال ۲۰۰۸ توسط اتحادیه فوتبال ژاپن (JFA)، کونمبول و جام جی‌لیگ تأسیس شد و توسط بانک سوروگا در ژاپن حمایت مالی شد. مسابقات قهرمانی هر ساله در ورزشگاه خانگی قهرمان جام جی‌لیگ میزبانی می‌شود.
اولین بازی در ۹ مرداد ۱۳۸۷ در ورزشگاه ناگای در اوساکا برگزار شد که در آن آرسنال آرژانتین با نتیجه ۱–۰ گامبا اوزاکای ژاپن را شکست داد.

## فینال‌ها
| فصل  | کشور | برنده | نتیجه | بازنده | کشور | مکان | تماشاگران |
| ---- | --- | --- | --- | --- | --- | --- | --- |
| ۲۰۰۸ | آرژانتین | آرسنال | ۱–۰ | گامبا اوساکا | ژاپن | ورزشگاه ناگای، اوساکا | ۱۹،۷۲۸ |
| ۲۰۰۹ | برزیل | اینترناسیونال | ۲–۱ | اوئیتا ترینیتا | ژاپن | ورزشگاه اوئیتا، اوئیتا | ۱۶،۵۰۵ |
| ۲۰۱۰ | ژاپن | توکیو | (۴)۲–۲(۳) | ال‌دی‌یو کیتو | اکوادور | ورزشگاه ملی توکیو، توکیو | ۱۹،۴۲۳ |
| ۲۰۱۱ | ژاپن | جوبیلو ایواتا | (۴)۲–۲(۲) | ایندپندینته | آرژانتین | ورزشگاه شیزوئوکا، فوکورویی | ۱۹،۰۳۴ |
| ۲۰۱۲ | ژاپن | کاشیما آنتلرز | (۷)۲–۲(۶) | یونیورسیداد | شیلی | ورزشگاه کاشیما ساکر، کاشیما | ۲۰،۰۲۱ |
| ۲۰۱۳ | ژاپن | کاشیما آنتلرز | ۳–۲ | سائوپائولو | برزیل | ورزشگاه کاشیما ساکر، کاشیما | ۲۶،۶۹۵ |
| ۲۰۱۴ | ژاپن | کاشیوا ریسول | ۲–۱ | لانوس | آرژانتین | ورزشگاه هیتاچی کاشیوا، کاشیوا | ۱۰،۱۴۰ |
| ۲۰۱۵ | آرژانتین | ریور پلاته | ۳–۰ | گامبا اوساکا | ژاپن | ورزشگاه اوزاکا اکسپو ۷۰، اوساکا | ۱۲،۷۲۲ |
| ۲۰۱۶ | کلمبیا | سانتا فه | ۱–۰ | کاشیما آنتلرز | ژاپن | ورزشگاه کاشیما ساکر، کاشیما | ۱۹،۷۱۶ |
| ۲۰۱۷ | ژاپن | اوراوا رد دیاموندز | ۱–۰ | شاپه‌کوئنزه | برزیل | ورزشگاه سایتاما، سایتاما | ۱۱،۰۰۲ |
| ۲۰۱۸ | آرژانتین | ایندپندینته | ۱–۰ | سرزو اوساکا | ژاپن | ورزشگاه ناگای، اوساکا | ۱۰،۰۳۵ |
| ۲۰۱۹ | برزیل | اتلتیکو پارانائنزه | ۴–۰ | شونان بلمار | ژاپن | ورزشگاه هیراتسوکا، هیراتسوکا | ۹،۱۲۹ |
| ۲۰۲۰ | بازی دوتیم کاوازاکی فرونتال و ایندپندینته دل‌وایه به دلیل اینکه بازی‌های المپیک تابستانی ۲۰۲۰ در ابتدا قرار بود در همان زمان برگزار شود، برگزار نشد که در نهایت به دلیل همه‌گیری کووید ۱۹ به حالت تعلیق درآمد. | بازی دوتیم کاوازاکی فرونتال و ایندپندینته دل‌وایه به دلیل اینکه بازی‌های المپیک تابستانی ۲۰۲۰ در ابتدا قرار بود در همان زمان برگزار شود، برگزار نشد که در نهایت به دلیل همه‌گیری کووید ۱۹ به حالت تعلیق درآمد. | بازی دوتیم کاوازاکی فرونتال و ایندپندینته دل‌وایه به دلیل اینکه بازی‌های المپیک تابستانی ۲۰۲۰ در ابتدا قرار بود در همان زمان برگزار شود، برگزار نشد که در نهایت به دلیل همه‌گیری کووید ۱۹ به حالت تعلیق درآمد. | بازی دوتیم کاوازاکی فرونتال و ایندپندینته دل‌وایه به دلیل اینکه بازی‌های المپیک تابستانی ۲۰۲۰ در ابتدا قرار بود در همان زمان برگزار شود، برگزار نشد که در نهایت به دلیل همه‌گیری کووید ۱۹ به حالت تعلیق درآمد. | بازی دوتیم کاوازاکی فرونتال و ایندپندینته دل‌وایه به دلیل اینکه بازی‌های المپیک تابستانی ۲۰۲۰ در ابتدا قرار بود در همان زمان برگزار شود، برگزار نشد که در نهایت به دلیل همه‌گیری کووید ۱۹ به حالت تعلیق درآمد. | بازی دوتیم کاوازاکی فرونتال و ایندپندینته دل‌وایه به دلیل اینکه بازی‌های المپیک تابستانی ۲۰۲۰ در ابتدا قرار بود در همان زمان برگزار شود، برگزار نشد که در نهایت به دلیل همه‌گیری کووید ۱۹ به حالت تعلیق درآمد. | بازی دوتیم کاوازاکی فرونتال و ایندپندینته دل‌وایه به دلیل اینکه بازی‌های المپیک تابستانی ۲۰۲۰ در ابتدا قرار بود در همان زمان برگزار شود، برگزار نشد که در نهایت به دلیل همه‌گیری کووید ۱۹ به حالت تعلیق درآمد. |
| ۲۰۲۱ | بازی دوتیم توکیو و دیفنسا جاستیکیا به دلیل بازی‌های المپیک تابستانی ۲۰۲۰ لغو شد. | بازی دوتیم توکیو و دیفنسا جاستیکیا به دلیل بازی‌های المپیک تابستانی ۲۰۲۰ لغو شد. | بازی دوتیم توکیو و دیفنسا جاستیکیا به دلیل بازی‌های المپیک تابستانی ۲۰۲۰ لغو شد. | بازی دوتیم توکیو و دیفنسا جاستیکیا به دلیل بازی‌های المپیک تابستانی ۲۰۲۰ لغو شد. | بازی دوتیم توکیو و دیفنسا جاستیکیا به دلیل بازی‌های المپیک تابستانی ۲۰۲۰ لغو شد. | بازی دوتیم توکیو و دیفنسا جاستیکیا به دلیل بازی‌های المپیک تابستانی ۲۰۲۰ لغو شد. | بازی دوتیم توکیو و دیفنسا جاستیکیا به دلیل بازی‌های المپیک تابستانی ۲۰۲۰ لغو شد. |
| ۲۰۲۲ | بازی دوتیم ناگویا گرامپوس و اتلتیکو پارانائنزه به دلیل مسابقات قهرمانی فوتبال شرق لغو شد. | بازی دوتیم ناگویا گرامپوس و اتلتیکو پارانائنزه به دلیل مسابقات قهرمانی فوتبال شرق لغو شد. | بازی دوتیم ناگویا گرامپوس و اتلتیکو پارانائنزه به دلیل مسابقات قهرمانی فوتبال شرق لغو شد. | بازی دوتیم ناگویا گرامپوس و اتلتیکو پارانائنزه به دلیل مسابقات قهرمانی فوتبال شرق لغو شد. | بازی دوتیم ناگویا گرامپوس و اتلتیکو پارانائنزه به دلیل مسابقات قهرمانی فوتبال شرق لغو شد. | بازی دوتیم ناگویا گرامپوس و اتلتیکو پارانائنزه به دلیل مسابقات قهرمانی فوتبال شرق لغو شد. | بازی دوتیم ناگویا گرامپوس و اتلتیکو پارانائنزه به دلیل مسابقات قهرمانی فوتبال شرق لغو شد. |

## قهرمانی‌ها

#### باشگاهی
| تیم                | تعداد قهرمانی | تعداد نایب‌قهرمانی | سال قهرمانی | سال نایب‌قهرمانی |
| ------------------ | ------------- | ----------------- | ----------- | --------------- |
| کاشیما آنتلرز      | ۲             | ۱                 | ۲۰۱۲، ۲۰۱۳  | ۲۰۱۶            |
| ایندپندینته        | ۱             | ۱                 | ۲۰۱۸        | ۲۰۱۱            |
| آرسنال             | ۱             | ۰                 | ۲۰۰۸        |                 |
| اینترناسیونال      | ۱             | ۰                 | ۲۰۰۹        |                 |
| توکیو              | ۱             | ۰                 | ۲۰۱۰        |                 |
| جوبیلو ایواتا      | ۱             | ۰                 | ۲۰۱۱        |                 |
| کاشیوا ریسول       | ۱             | ۰                 | ۲۰۱۴        |                 |
| ریور پلاته         | ۱             | ۰                 | ۲۰۱۵        |                 |
| سانتا فه           | ۱             | ۰                 | ۲۰۱۶        |                 |
| اوراوا رد دیاموندز | ۱             | ۰                 | ۲۰۱۷        |                 |
| اتلتیکو پارانائنزه | ۱             | ۰                 | ۲۰۱۹        |                 |
| گامبا اوساکا       | ۰             | ۲                 |             | ۲۰۰۸، ۲۰۱۵      |
| اوئیتا ترینیتا     | ۰             | ۱                 |             | ۲۰۰۹            |
| ال‌دی‌یو کیتو        | ۰             | ۱                 |             | ۲۰۱۰            |
| یونیورسیداد        | ۰             | ۱                 |             | ۲۰۱۲            |
| سائوپائولو         | ۰             | ۱                 |             | ۲۰۱۳            |
| لانوس              | ۰             | ۱                 |             | ۲۰۱۴            |
| شاپه‌کوئنزه         | ۰             | ۱                 |             | ۲۰۱۷            |
| سرزو اوساکا        | ۰             | ۱                 |             | ۲۰۱۸            |
| شونان بلمار        | ۰             | ۱                 |             | ۲۰۱۹            |

#### کشوری
| کشور     | تعداد قهرمانی | تعداد دومی | تیم‌های برنده                                                                              | نایب قهرمان‌ها                                                                             |
| -------- | ------------- | ---------- | ----------------------------------------------------------------------------------------- | ----------------------------------------------------------------------------------------- |
| ژاپن     | ۶             | ۶          | کاشیما آنتلرز (۲)، توکیو (۱)، جوبیلو ایواتا (۱)، کاشیوا ریسول (۱)، اوراوا رد دیاموندز (۱) | گامبا اوزاکا (۲)، اوئیتا ترینیتا (۱)، کاشیما آنتلرز (۱)، سرزو اوساکا (۱)، شونان بلمار (۱) |
| آرژانتین | ۳             | ۲          | آرسنال (۱)، ریور پلاته (۱)، ایندپندینته (۱)                                               | لانوس (۱) ، ایندپندینته (۱)                                                               |
| برزیل    | ۲             | ۲          | اینترناسیونال (۱)، اتلتیکو پارانائنزه (۱)                                                 | سائوپائولو (۱) شاپه‌کوئنزه (۱)                                                             |
| کلمبیا   | ۱             | ۰          | سانتا فه (۱)                                                                              |                                                                                           |
| اکوادور  | ۰             | ۱          |                                                                                           | ال‌دی‌یو کیتو (۱)                                                                           |
| شیلی     | ۰             | ۱          |                                                                                           | یونیورسیداد (۱)                                                                           |